# Piotr Wawrzyńczak

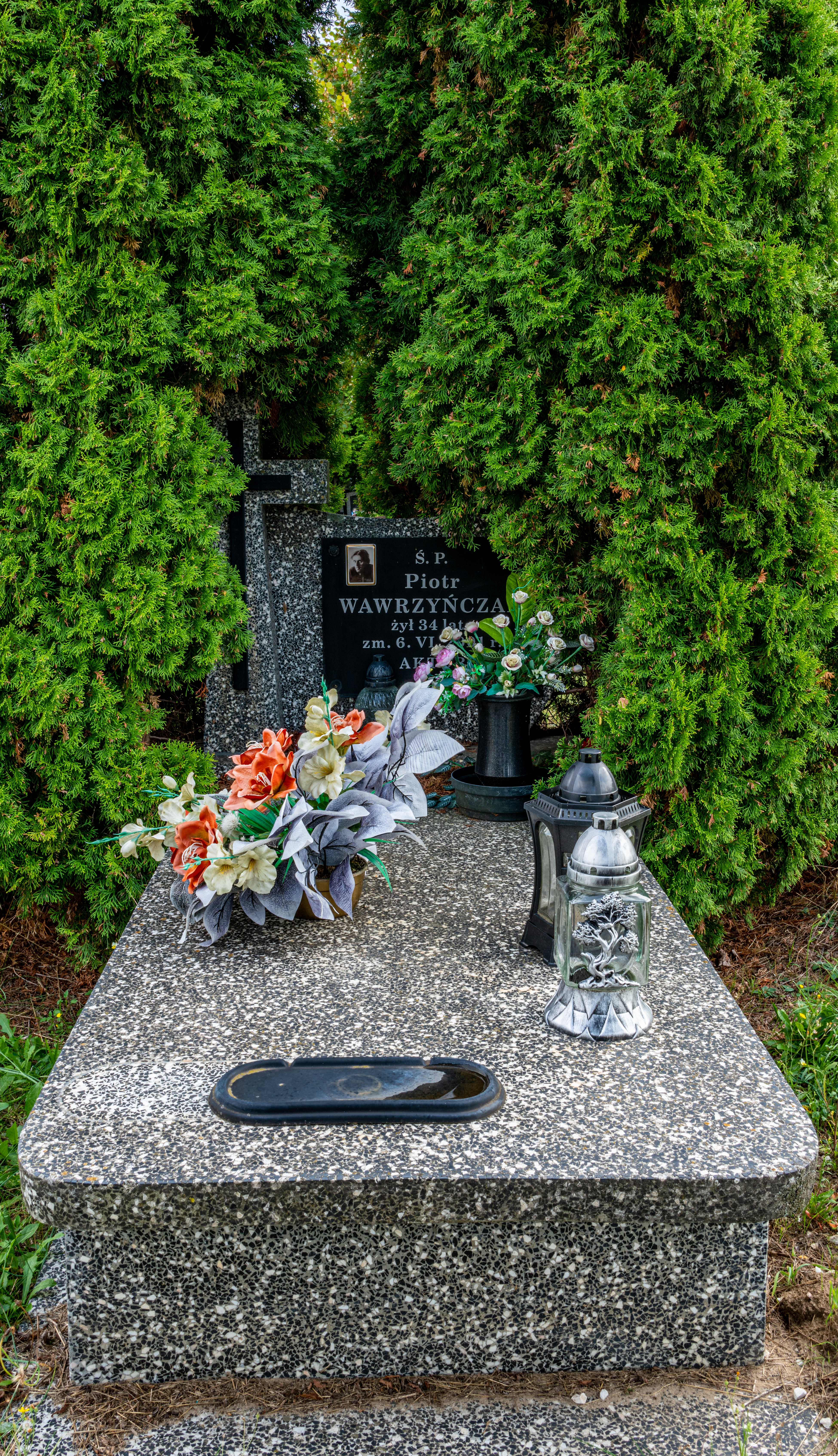
Grób Piotra Wawrzyńczaka na cmentarzu Komunalnym Północnym w Warszawie

Piotr Wawrzyńczak (ur. 12 marca 1967 w Białymstoku, zm. 6 czerwca 2001) – polski aktor filmowy i teatralny.
Debiutował jako nastolatek w głównej roli w filmie Kronika wypadków miłosnych (1985) w reżyserii Andrzeja Wajdy. Ukończył studia na Wydziale Aktorskim Państwowej Wyższej Szkoły Teatralnej im. Ludwika Solskiego w Krakowie w 1992. W tym samym roku na X Ogólnopolskim Przeglądzie Spektakli Dyplomowych Szkół Teatralnych w Łodzi otrzymał nagrodę aktorską.
Zginął w 2001 roku w wypadku samochodowym, został pochowany na Cmentarzu Komunalnym Północnym w Warszawie (SVIII7-4-2).

## Filmografia
- Kronika wypadków miłosnych (1985)
- Tylko strach (1993)
- Szczur (1994)
- Zawrócony (1994)
- Ekstradycja (1995)
- Prowokator (1995)
- Spółka rodzinna (1995)
- Za co? (1995)
- Dom (1996)
- Szamanka (1996)
- Wezwanie (1996)
- Wojenna narzeczona (1997)
- Kiler (1997)
- Musisz żyć (1997)
- Pokój 107 (1997)
- Sabina (1998)
- Na dobre i na złe (1999)
- Jedermanns Fest (2002)